# أندي لوبيز
أندي لوبيز (بالإنجليزية: Andy Lopez)‏ هو لاعب كرة قاعدة أمريكي، ولد في 30 نوفمبر 1953 في لوس أنجلوس في الولايات المتحدة.